# Iodure de méthylammonium
L'iodure de méthylammonium est un composé chimique de formule CH3NH3I. Il s'agit d'un sel de méthylammonium CH3NH3+ et d'iodure I−. C'est le plus utilisé des halogénures de méthylammonium, qui sont employés essentiellement pour la production de triiodure de plomb méthylammonium CH3NH3PbI3 ou d'halogénures mixtes tels que CH3NH3PbI3–xClx ou CH3NH3SnBr3–xIx pour cellules photovoltaïques à pérovskite par réaction avec l'iodure d'étain(II) SnI2 et l'iodure de plomb(II) PbI2.
On peut l'obtenir en faisant réagir des quantités équimolaires de méthylamine CH3NH2 avec de l'iodure d'hydrogène à 0 °C pendant 120 minutes, avant une évaporation à 60 °C jusqu'à obtention des cristaux souhaités :
CH3NH2 + HI ⟶ CH3NH3I.